# Chronotopos
Chronotopos (griech. chrónos = Zeit; tópos = Ort) ist ein von dem russischen Literaturwissenschaftler Michail Bachtin eingeführter Begriff der Erzähltheorie und der Dramen-Analyse. Chronotopoi charakterisieren den Zusammenhang zwischen dem Ort und dem Zeitverlauf einer Erzählung.

## Definition
Die Strukturierungen von Raum und Zeit in einer Erzählung bilden nach Bachtin einen wechselseitigen und untrennbaren Zusammenhang. Sie durchdringen sich gegenseitig, indem der Raum die chronologische Bewegung der Erzählung gliedert und dimensioniert und umgekehrt die Zeit den Raum mit Sinn erfüllt.
Der Chronotopos ist also eine Art „Raumzeit-Gesetzlichkeit“, die die Bedingungen der Möglichkeiten der Erzählung festlegt: er bildet gewissermaßen die „Weltordnung“ einer Erzählung, ihr internes Orientierungssystem in Zeit und Raum und zugleich das Orientierungs- und Wahrnehmungsmuster ihrer Figuren (Deixis).
Die Analyse einer Erzählung nach Chronotopoi fragt also nach dem Wo und Wann und deren symbolischer oder sinnhafter Beziehung. Fragen, die eine solche Untersuchung stellen könnte, sind zum Beispiel:
- Welche Schauplätze werden gewählt? Wie werden sie erzählerisch erschlossen?
- Wie behandelt die Erzählung den Raum – durch Reisen, Kreisbewegungen, Stillstand?
- Wie verhält sich die Charakterisierung der Figuren zu ihrer Bewegung im Raum?
- Wie beziehen sich die Abfolge der Ereignisse, die Beobachtungen der Figuren und ihre Bewegungen im Raum aufeinander?

Die Gestaltung der Schauplätze und der Zeit einer Erzählung ist vor allem ein wichtiges Element der Charakterisierung von handelnden Personen und der Darstellung eines Weltbildes. Räume in einer Erzählung sind nicht zufällig, sondern symbolisch, ebenso Raumbeziehungen wie Blicke, Bewegungen, Architektur, Reisen usw. Der Zusammenhang von Raum und Zeit konstituiert somit den Handlungsverlauf und die Handlungsmöglichkeiten der Figuren.
Der Chronotopos einer Erzählung ist also einerseits eine Art „Landkarte“, andererseits eine Art „Zeitstrahl“, wobei Elemente beider Dimensionen auf eine Weise miteinander verknüpft sind, die für bestimmte literarische Gattungen typisch ist: Chronotopos des barocken Schelmenromans ist die Verkehrte Welt; Abenteuerromane wiederum dehnen oder raffen den Raum, machen ihn zu einer flexiblen Repräsentationsform, während biografische Romane sich eher an zeitlich-räumliche Gegebenheiten in der Welt halten müssen.
In der Erzählforschung werden häufig auch bestimmte symbolhafte Orte, die konventionalisierte Funktionen haben, als Chronotopoi bezeichnet. Das können etwa sein: die Schwelle, das Tor (Begegnung, Abschied), das Gericht (Festlegung, Richtigkeit, Urteil), der Weg (Leben, Reise, Reifung), die Heimat, das Exil, die Landschaft, der Tatort, der Fluss, die Insel, das Schiff, der Leuchtturm, die Stadt, die Festung, das Haus, die Bühne usw. Sie alle kündigen dem Leser durch ihre Konventionalisierung bereits gewisse Oppositionen und Verläufe innerhalb der Handlung an; sie lenken Handlung und Zeit; sie werden zu sinntragenden und sinnstrukturierenden Elementen.
Unabhängig von Bachtin hat der Chonotopie-Begriff in der kulturwissenschaftlichen Tourismuswissenschaft Einzug gehalten. Der Soziologe Hasso Spode erklärt die Entstehung des Tourismus im 18. Jahrhundert als eine romantische "Zeit-Reise rückwärts", die auf der Erfahrung der "Gleichzeitigkeit des Ungleichzeitigen" basiert. Der touristische Raum fungiert hierbei als Chronotopie. Sie bildet – anders als Michel Foucaults unspezifische Heterotopie – eine tangible "verzeitlichte" Utopie.

Siehe auch: Heterotopie

### Primärliteratur
Der 1975 in Moskau erstmals erschienene, grundlegende Text von Michail M. Bachtin liegt in der Übersetzung von Michael Dewey in drei deutschen Ausgaben vor:
- Michail M. Bachtin: Formen der Zeit im Roman. Untersuchungen zur historischen Poetik, in: Untersuchungen zur Poetik und Theorie des Romans. Hrsg. von Edwald Kowalski und Michael Wegner. Aufbau-Verlag, Berlin und Weimar 1986
- Michail M. Bachtin: Formen der Zeit im Roman. Untersuchungen zur historischen Poetik. Hrsg. von Edwald Kowalski und Michael Wegner. Fischer, Frankfurt am Main 1989, ISBN 3-596-27418-4
- Michail M. Bachtin: Chronotopos. Suhrkamp, Frankfurt am Main 2008, ISBN 978-3-518-29479-6

In der Tourismusforschung taucht der Begriff erstmals 2009 auf:
- Hasso Spode: Raum, Zeit, Tourismus, in: Die Vielfalt Europas. Identitäten und Räume, hrsg. v. Winfried Eberhard und Christian Lübke, Leipziger Universitätsverlag, 2009.
- Hasso Spode: Zur Genese des Tourismus, in: Die Entwicklung der Psyche in der Geschichte der Menschheit, hrsg. v. Gerd Jüttemann, Pabst, Lengerich 2013, ISBN 978-3-89967-859-8.
- Antonio Nogués-Pedrega: El Cronotopo del Turismo, in: Revista de Antropología Social Nr. 21/2013.